# 화물숭배과학
화물숭배과학(cargo cult science)은 겉보기에는 마치 과학 탐구의 방법을 따르는 것처럼 보이지만, 과학적 통합성이나 정직을 바탕으로 하는 과학적 탐구 원칙을 갖추지 않은 유사 과학을 뜻하는 용어이다. 이 말은 물리학자 리처드 파인만이 1974년 캘리포니아 공과대학 졸업식 연설 중에 처음 사용하였다.

## 화물 숭배
화물 숭배는 ‘수송기가 오기를 비는 의식’이라는 뜻으로, 여기에는 다음과 같은 이야기가 있다. 제2차 세계대전 중에 남태평양의 어느 섬에 미군의 비행장이 만들어져 비행기가 자주 이·착륙하였는데, 그곳에 살던 원주민들은 비행기에 타고 있던 사람들이 신기하거나 유용한 물건들을 많이 내려놓는 것을 보게 된다. 전쟁이 끝나고 비행기가 모두 떠나자, 이들은 이와 같은 일이 다시 일어나길 원하였다. 따라서 이들은 활주로 비슷한 것을 꾸미고, 양쪽에 불을 지피고(유도등), 사람이 앉을 오두막(관제탑)을 만든다. 그리고 나무조각 두 개를 헤드폰처럼 머리에 꽂았으며(관제사), 대나무로 만들어진 안테나도 준비해 두었다. 그들은 자신들의 능력 내에서 자신들이 보았던 비행장의 모든 것을 완벽하게 흉내내었으나, 비행기는 결코 이곳에 착륙할 리가 없었다. 이를 본 서구의 인류학자들은 이와 같은 의식을 “화물 숭배”라고 불렀다.